# Benjamin Lavernhe
Benjamin Lavernhe, född 14 augusti 1984 i Poitiers, Nouvelle-Aquitaine, är en fransk skådespelare.

## Roller i urval
- 2015 – Päron och lavendel
- 2017 – C'est la vie!
- 2019 – Mon Inconnue
- 2020 – Bröllopstalet
- 2021 – The French Dispatch
- 2021 – Utsökt
- 2023 – Jeanne du Barry
- 2024 – Min oväntade bror